# ماري أودي جونسون
ماري أودي جونسون (23 يوليو – سبتمبر 2004) واحدة من آخر المحاربات الأمريكيات الناجيات من الحرب العالمية الأولى. بصفته Yeoman (F)، كانت جونسون من بين المجموعة الأولى من النساء اللائي خدمن في البحرية الأمريكية في مهام غير طبية.

## سيرة ذاتية
ولدت ماري أودي جونسون في كوينسي(إلينوي)، لكن عائلتها انتقلت إلى دالاسس ـ تكساس، عندما كانت طفلة. كانت تعمل كسكرتيرة في مكتب التحقيقات الفيدرالي (FBI) في دالاس عندما دخلت الولايات المتحدة الحرب العالمية الأولى. انضم اثنان من أشقائها إلى القوات المسلحة وكانت أختها ممرضة في الصليب الأحمر. كان مكتب تجنيد البحرية بالقرب من مكتبها وأقنعها الرجال الذين عملوا هناك بأنها ستحصل على وظيفة أفضل في البحرية. انضمت جونسون في سن العشرين. لم تخبر «والدها الوحيد» أنها انضمت إليها في البداية. ومع ذلك، عندما أخبرت والدها أنه «سيضطر إلى وضع نجمة رابعة في النافذة» هنأها.
كانت جونسون واحدة من 12000 امرأة (بخلاف الممرضات) اللواتي عملن في البحرية «تعاملن مع واجبات كتابية في الولايات المتحدة لتحرير الرجال للقتال.» كانت جونسون متمركزًة في مدينة نيويورك وواشنطن العاصمة خلال الحرب.  تتذكر أنه لم تكن هناك منشآت أو ثكنات للنساء في البحرية في ذلك الوقت، ولذلك منحت هي و (اليومين) الأخريات 90 دولارًا شهريًا للإقامة والطعام بالإضافة إلى راتبهم الشهري البالغ 30 دولارًا.
عادت إلى وظيفتها مع مكتب التحقيقات الفيدرالي في دالاس بعد ذلك. تزوجت من إدوارد سي جونسون في عام 1926، أحد قدامى المحاربين في الجيش في الحرب العالمية الأولى، وأنجبا معاً ابنة واحدة، أسمها مارلين. توفي إدوارد جونسون عام 1948. أستضيفت في مجلة Life Magazine في عام 1997.
انتقلت جونسون إلى وحدة الرعاية الانتقالية في المركز الطبي لشؤون المحاربين القدامى في دالاس في عام 1998. كانت «ملكة النحل» المعترف بها لمنشأة المحاربين القدامى. توفيت جونسون أثناء نومها عن عمر يناهز 107 عامًا. كانت آخر محاربات قدامى في الحرب العالمية الأولى في شمال تكساس عندما توفيت.